# Grandpa Jones
Louis Marshall Jones (Condado de Henderson, Kentucky, 1913-1998) fue un cantante country y famoso comediante que actuó en el famoso programa americano Hee Haw.
Grandpa Jones fue un excelente banjista que volvió a traer a la memoria las canciones clásicas de Jimmie Rodgers, Kincaid Bradley, Lulu Belle y Scotty y los hermanos Delmore. Formó parte de un grupo de gospel, Brown's Ferry Four. Ingresó en el Country Music Hall of Fame en 1978.

## Trayectoria
Fue el hijo menor de una familia de ocho hermanos y trabajaba en una granja de tabaco cerca del río Ohio. Cuando estaba en el instituto ya tocaba canciones de Jimmie Rodgers y trabajaba en una radio local de Akron, Ohio; allí se le llamaba "el joven cantante de las canciones antiguas". Allí conoció a Kincaid Bradsley, con quien trabajó en una radio en Boston; allí apareció el personaje Grandpa Jones. Tenía sólo 22 años y se le vistió con un bigote falso y ropas al estilo vaudeville.
En el año 1937 Grandpa Jones comenzó su carrera en solitario, participando en radios de Virginia Occidental y Cincinnati. Pronto formó uno de los grupos gospel más famosos y antiguos de todos los tiempos: el Brown's Ferry Four. El grupo estuvo formado por los Delmore Brothers y Merle Travis. Durante la década de los cuarenta grabó con la colaboración de Merle Travis sus primeros sencillos "It's Raining Here This Morning", "Eight More Miles To Louisville" y "Mountain Dew".
En el año 1946 se casó con su segunda esposa, Ramona Riggins, y se mudaron a Nashville, donde comenzaron a tocar en el programa Grand Ole Opry. Durante los años cincuenta Grandpa Jones viajó a Corea y tocó para las tropas, también grabó durante esta época numerosas canciones con discográficas, tales como RCA. Durante los años sesenta grabó canciones, como "T For Texas", de Jimmie Rodgers, y grabó un famoso sketch navideño llamado "The Christmas Guest".
En el año 1969 ingresó en el nuevo programa televisivo Hee Haw y rápidamente se convirtió en uno de los favoritos de la audiencia por sus graciosos sketches durante el programa. También realizaba remakes de sus antiguas grabaciones durante los programas. Trabajó con amigos suyos, como Minnie Pearl y Stringbean. En el año 1973 falleció Stringbean por el ataque de unos ladrones y al principio se le situó como sospechoso del crimen; más tarde se desmintió esa teoría. Grandpa continuó tocando en el Grand Ole Opry, hasta el fin de sus días. En el año 1984 escribió su autobiografía, Everybody's Grandpa, que se convirtió en todo un best seller. Grandpa Jones recibió un homenaje por su larga carrera musical en el año 1997.
Grandpa Jones tuvo cuatro hijos Eloise de un matrimonio anterior al de Ramona y otros tres con Ramona: Mark, Alisa y Marsha.
Grandpa Jones sufrió un severo derrame cerebral después de su segunda actuación en el Opry el 3 de enero de 1998, un mes más tarde, el 13 de febrero, falleció. Actualmente se encuentra enterrado en el cementerio metodista de Luton en Nashville.

## Fotografía
Hacer clic en la versión inglesa para contemplar una fotografía de Grandpa Jones.